# Janusz Sochacki
Janusz Stanisław Sochacki (ur. 6 lipca 1956 w Kędzierzynie) – polski samorządowiec i menedżer, w latach 1994–1995 burmistrz Sandomierza, w latach 1995–1997 wicewojewoda tarnobrzeski.

## Życiorys
Pracował w administracji publicznej i jako wiceprezes PSS Sandomierz. Od 1998 do 2024 pozostawał dyrektorem oddziału PKO BP w Sandomierzu, w 2024 odszedł na emeryturę. 
Związał się politycznie z Sojuszem Lewicy Demokratycznej. Od lipca 1994 do marca 1995 pełnił funkcję burmistrza Sandomierza, następnie od 1995 do 1997 pozostawał wicewojewodą tarnobrzeskim. W kadencji 1998–2002 zasiadał w radzie powiatu sandomierskiego. W 2002, 2006 i 2010 wybierany do rady miejskiej Sandomierza z ramienia komitetu Sandomierz Razem. Jednocześnie w latach 2006–2008 i 2010–2012 pełnił funkcję jej przewodniczącego. W 2014 nie kandydował ponownie.
Odznaczony Srebrnym (1997) i Złotym (2005) Krzyżem Zasługi.
Absolwent Collegium Gostomianum (1975) i Wydziału Prawa i Administracji UMCS w Lublinie (1980).